# Central hidroeléctrica de Koman
La central hidroeléctrica de Koman es una gran central hidroeléctrica, para la cual se construyó una presa en el río Drin. La presa está cerca del asentamiento de Koman, en el norte de Albania. Es la segunda de tres presas en el río Drin; la Central hidroeléctrica de Fierza aguas arriba, y la Central hidroeléctrica de Vau i Dejës aguas abajo. La presa, de 130 m de altura, se completó en 1985 y el embalse se terminó de llenar de agua en 1986.
Terminada en 1986, la central consta de cuatro turbinas Francis con una capacidad nominal de 150 MW cada una, con un total de 600 MW.